# Éric San Vicente
Pas d'image ? Cliquez ici

a Compétitions nationales et continentales officielles uniquement.

b Matchs officiels uniquement.
Éric San Vicente, né le 10 décembre 1981, est un joueur de rugby à XV, évoluant au poste de trois-quarts centre (1,82 m pour 89 kg).

## Carrière

### Joueurs
- FC Lourdes
- Stade toulousain (-2004)
- Tarbes PR (2004-2005)
- US Colomiers (2005-2010)
- Avenir castanéen (2010-2011)
- Blagnac rugby (2011-2012)
- Avenir castanéen (2012-2016)

### Entraîneur
- Avenir castanéen (2017-2020) (entraineur des 3/4)

### En sélection nationale
- International universitaire (1 sélection en 2005 contre l'Angleterre)

## Palmarès
- Champion de France Espoir : 2003
- vainqueur du championnat de Federale 1 2008